# Graptoppia italica
Graptoppia italica är en kvalsterart som först beskrevs av Bernini 1973.  Graptoppia italica ingår i släktet Graptoppia och familjen Oppiidae. Inga underarter finns listade i Catalogue of Life.